# نایت‌دیل (کارولینای شمالی)
کنیگهتدال (به انگلیسی: Knightdale) شهری در ایالت کارولینای شمالی کشور ایالات متحده آمریکا است که جمعیت آن در سرشماری سال ۲۰۱۰ میلادی، ۱۱٬۴۰۱ نفر بوده‌است.